# Nurs
Nurs (zwischenzeitlich Kepirli) ist ein Dorf im Landkreis Hizan der ostanatolischen türkischen Provinz Bitlis. Nurs liegt etwa 85 km südöstlich der Provinzhauptstadt Bitlis und 28 km südöstlich von Hizan. Nurs hatte laut der letzten Volkszählung 839 Einwohner (Stand 2013). Das Dorf liegt in einem langgestreckten Tal auf ca. 1850 m über dem Meeresspiegel.
Der ursprüngliche Ortsname ist armenischer Herkunft und lautet Nurs oder richtiger Nors. 1960 wurde der Ortsname im Zuge der Türkisierung geographischer Namen in Kepirli umbenannt. Per Entschluss wurde am 28. Juni 2012 der alte Name Nurs wiederhergestellt.
In Nurs wurde der kurdisch-türkische islamische Gelehrte Said Nursi geboren, dessen Nachname sich vom Dorfnamen ableitet. Das Dorf lockt aufgrund der Geburtsstätte Said Nursis jährlich Tausende von Besuchern an.